# Guerra Koplik
A Guerra Koplik (em albanês: Lufta e Koplikut) foi uma série de batalhas que ocorreram entre o  Principado da Albânia e o Reino dos Sérvios, Croatas e Eslovenos em 1920 e 1921.

## Prelúdio
Após a retirada da Áustria-Hungria em 31 de outubro de 1918, Shkodra foi controlada pela força militar dos Aliados vitoriosos da Primeira Guerra Mundial, comandada pelo general francês De Fortou. Após a declaração do presidente americano Woodrow Wilson por não deixar de lado a questão das fronteiras da Albânia, a declaração também afirmou que nenhuma compensação territorial seria aceita no norte da Albânia em favor da Iugoslávia.  A pedido do governo surgido do Congresso de Lushnjë, em 11 de março de 1920, o general francês deixou Shkodra sob a gestão do perlimitar e do seu presidente, Musa Juka. 

## Guerra
Em julho de 1920 as Forças Iugoslavas iniciaram a sua invasão em Koplik.   Depois invadiram as regiões tribais de Kelmendi, Kastrati, Shkreli e Koplik.   Enfrentando a resistência das forças albanesas, as forças iugoslavas foram forçadas a retirar-se para Montenegro. 
As forças iugoslavas lançaram uma nova ofensiva em agosto e ocuparam Kelmendi, Kastrati, Shkreli e Koplik.  Para enfrentar a agressão iugoslava, mais de 3.000 combatentes albaneses de Shkodra e de outros distritos alinharam-se na frente. Uma força voluntária de 400 homens permaneceu nas margens do Buna em antecipação a um ataque iugoslavo nesta direção. Face à resistência determinada das forças albanesas e isolado na arena internacional, o governo jugoslavo foi forçado a retirar as suas tropas das Terras Altas de Shkodra e a evacuar Kastrati em 14 de Fevereiro de 1921, deixando para trás aldeias queimadas. 

## Consequências
Pouco depois da guerra, o Reino da Iugoslávia apoiou o estabelecimento da República de Mirdita nos seus esforços para promover uma demarcação de fronteiras mais vantajosa para a Iugoslávia.  Assim, em Julho de 1921, o Reino da Iugoslávia invadiu novamente a Albânia e as suas forças envolveram-se, após confrontos com tribos albanesas, na parte norte do país.  A Liga das Nações interveio e enviou uma comissão de representantes de vários poderes da região. Em Novembro de 1921, a Liga decidiu que as fronteiras da Albânia deveriam ser as mesmas que tinham sido em 1913, embora o Reino Unido insistisse em ligeiras adaptações na região de Debar, Prizren e Kastrati no interesse da Iugoslávia.  As forças iugoslavas retiraram-se e a República de Mirdita foi extinta pelas forças albanesas.   Em um esforço para ganhar o favor da Comissão de Demarcação de Fronteiras, os dois países estabeleceram relações diplomáticas formais em março de 1922. 